# Sheree J. Wilson
Sheree Julienne Wilson (ur. 12 grudnia 1958 w Rochester w stanie Minnesota) – amerykańska aktorka.
W latach 1993–2001 grała u boku Chucka Norrisa w popularnym serialu akcji Strażnik Teksasu, wcielając się w postać Alex Cahill. Wcześniej była gwiazdą telenoweli Dallas, w której przez 5 lat grała rolę April Stevens (w l. 1986-91).

## Filmografia
- Niebezpieczne ujęcia (1984-85; serial TV) jako Rachel (gościnnie)
- Studenckie wakacje (1985) jako Ashley Taylor
- Fala zbrodni (1985) jako Nancy
- Kain i Abel (1985; serial TV) jako Melanie LeRoy
- Dallas (1978-91; serial TV) jako April Stevens (od 1986)
- Matlock (1986-95; serial TV) jako Claire Mayfield (gościnnie w odc. z 1991)
- Renegat (1992-97; serial TV) jako sędzia Lisa Stone (gościnnie w odc. z 1992)
- Prawo Burke’a (1994-95; serial TV) jako Jensen Farnsworth (gościnnie)
- Moce ciemności (1994) jako Leslie
- Strażnik Teksasu (1993-2001; serial TV) jako Alex Cahill
- Strażnicy miasta (1999; serial TV) jako Alex Cahill
- Strażnik Teksasu: Próba ognia (2005) jako Alex Cahill-Walker
- Smak śmierci (2006) jako Rachel
- Kosmiczny deszcz (2007) jako Anna Davenport-Baxter